# Kingfisher (entreprise)
Pour les articles homonymes, voir Kingfisher.
Kingfisher est une entreprise anglaise de commerce de détail spécialisée dans le bricolage fondée en 1982 par Sir Geoffrey Mulcahy. Le siège social du groupe est basé à Paddington, un quartier du centre de Londres situé dans l'arrondissement de la cité de Westminster.

Logo jusqu'en 2012.

## Historique
Kingfisher a été fondée en 1982, par le rachat de la chaîne britannique Woolworths par Paternoster Stores Ltd, qui plus tard a changé son nom en Woolworth Holdings plc. La société s'est développée par acquisitions ultérieures. Elle a été dirigée à partir de 1995 (jusqu'à sa retraite en 2002) par Sir Geoffrey Mulcahy. En grande partie grâce à son influence, Kingfisher est devenue le principal sponsor de la navigatrice britannique Ellen MacArthur. Elle a été renommée Kingfisher plc en 1989.
En 2002, Kingfisher lance une OPA sur Castorama et s'empare de l'enseigne française.
En 2003, le groupe se sépare de sa filiale européenne Kingfisher Electricals, qui est alors renommée Kesa Electricals (Groupe Darty depuis 2012). Elle regroupe les enseignes françaises Darty et BUT, britannique Comet (en), belge Vanden Borre, néerlandaise BCC (nl) et tchèque Datart. Kingfisher vend ensuite ses magasins Réno-Dépôt au Québec à la Canadienne Rona.
En 2008, le groupe ADEO (Leroy Merlin) achète Castorama Italie à Kingfisher qui souhaite se séparer de ses magasins Castorama en Italie, ils signent un accord de transfert. Le montant du rachat par le groupe Leroy Merlin est de 615 millions d'euros. En 2011 l'ensemble des magasins passe sous l'enseigne Leroy Merlin et Bricocenter.
En avril 2014, Kingfisher lance une offre sur Mr Bricolage pour un montant total de 275 millions d'euros. Cette offre d'achat est interrompue en mars 2015.
En février 2018, le groupe annonce la délocalisation en Pologne de la partie comptable de son activité en France et la suppression de 409 emplois en France. Certains syndicats affirment le 1er mars 2018 que des travailleurs polonais seront envoyés en stage en France pour être formés à l'activité par les travailleurs français prochainement licenciés par le groupe. Certains syndicats dénoncent un « capitalisme poussé à son cynisme extrême ». La direction dément toutefois le jour même, affirmant que « cette polémique est totalement infondée » et que « les collaborateurs du centre de services partagés devront en effet être formés aux spécificités comptables françaises, mais aucun des collaborateurs concernés par une suppression de poste ne sera chargé d’assurer ces formations. »
Le 21 novembre 2018, le groupe annonce lors de la publication de ses résultats trimestriels sa décision de quitter la Russie, l'Espagne et le Portugal pour se recentrer sur les marchés où il est en position plus établie.
Le 27 juin 2019, Kingfisher annonce la nomination de Thierry Garnier au poste de Directeur Général et il rejoint le conseil d'administration. Il possède une longue expérience du secteur de la distribution, ayant occupé des postes à responsabilités notamment au sein du groupe Carrefour. Thierry Garnier prend ses fonctions en septembre 2019. De plus, le Français Alain Rabec est nommé à la direction française du groupe. Ancien de Carrefour, où il est resté trente ans, Alain Rabec sera chargé de redresser Castorama et Brico Dépôt.
En 2020, la vente des 18 magasins en Russie s’est conclue par une acquisition par Maxidom, un des leaders de la rénovation en Russie, pour un total de 73 millions de livres sterling[réf. souhaitée].

## Actionnaires
Au 10 octobre 2021.
| Thornburg Investment Management                  | 5,39 % |
| Mondrian Investment Partners                     | 5,32 % |
| Jupiter Asset Management (en)                    | 4,99 % |
| Templeton Global Advisors                        | 4,96 % |
| Silchester International Investors (en)          | 4,94 % |
| RWC Asset Management                             | 2,86 % |
| T. Rowe Price Associates (Investment Management) | 2,75 % |
| The Vanguard Group                               | 2,71 % |
| Norges Bank Investment Management                | 2,50 % |
| BlackRock Fund Advisors                          | 2,45 % |

## Activités
Kingfisher possède en 2025, près de 2000 magasins en Europe et en Turquie
- 312 magasins sous l'enseigne B&Q, dont 304 au Royaume-Uni[14] et 8 en Irlande, avec des corners TradePoint
- 184 magasins sous l'enseigne Castorama, dont 94 en France[15] et 90 en Pologne[16]
- 157 magasins sous l'enseigne Brico Dépôt, dont 124 en France[17], 28 en Espagne[18], 3 au Portugal et 2 en Pologne
- 968 magasins sous l'enseigne Screwfix (en), dont 911 au Royaume-Uni[19], 35 en Irlande et 22 en France[20]
- 375 magasins sous l'enseigne Koçtas en Turquie[21]

Le groupe disposait de magasins sous l'enseigne Castorama en Russie jusqu'en 2020, et sous l'enseigne Brico Dépôt en Roumanie jusqu'en 2025.

### Activités en France
Kingfisher est présent en France via les enseignes Brico Dépôt, Castorama et Screwfix. En 2025, le parc est constitué de 240 magasins (94 Castorama,  124 Brico Dépôt et 22 Screwfix).
Kingfisher a comme principaux concurrents : le groupe ADEO, avec ses enseignes Leroy Merlin, Bricoman et Weldom ; le groupe Mr Bricolage, possédant les enseignes Mr Bricolage, Les Briconautes et Catena ; ainsi que Bricomarché, du groupement des mousquetaires.
En 2011, Kingfisher est premier en termes de parts de marché avec 34 %, devant ADEO avec 32 %.
Le 13 février 2018, Kingfisher annonce la suppression de 409 postes chez Castorama et chez Brico Dépôt. Le siège de Castorama sera aussi touché.

## Dirigeant
- Thierry Garnier, ancien directeur général de Carrefour Asie, est nommé directeur général du groupe depuis septembre 2019[27],[28].

## Partenaire
Partenaire jusqu'en 2006, Kingfisher s'est fait connaître en France pour être le sponsor de la navigatrice Ellen MacArthur notamment lors du Vendée Globe.